# 줄루 전쟁
줄루 전쟁 또는 영국-줄루 전쟁(Anglo-Zulu War)은 1879년 대영 제국과 줄루 왕국 간에 일어난 전쟁이다.

## 개요
1867년 영국령 캐나다의 성립 이후, 영국은 남아프리카 지역에서 그와 비슷한 시도를 모색하였다. 여러 세력이 복잡하게 얽힌 남아프리카 지역 내 왕국들, 부족들, 그리고 보어 공화국 등을 정치적으로 한데 묶는다면, 식민지 경영을 용이하게 할 수 있을 것이라는 구상이었다. 1874년 영국은 헨리 바틀 프레어 경(Sir Henry Bartle Frere)을 남부 아프리카 고등판무관으로 보내 이 구상을 실현하려 하였으나, 이에 걸림돌이 되는 것은 남아프리카 내 몇몇 독립 국가들과 줄루 왕국이었다.
프레어는 영국 정부의 승인 없이 독단적인 판단 아래 줄루 왕국과 전쟁을 벌일 계획을 세웠다. 그러기 위해 프레어는 1878년 12월 11일 줄루 왕 케취와요 캄판데(Cetshwayo kaMpande)에게 도저히 받아들일 수 없는 조건의 최후통첩을 보냈다. 프레어는 영국 육군 프레드릭 테시어(Frederic Thesiger) 중장 (첼름스퍼드 남작(Sir Chelmsford))에게 최후통첩이 거부될 경우 줄루 영토를 침공하도록 하였고, 이로서 전쟁이 시작됐다. 서전에서 영국군은 이산들와나 전투에서 패배하여, 서구 제국주의 군대가 아프리카 군대에 최초로 패배하는 충격을 맛보았으나, 결국에는 줄루군에 최종적으로 승리해 줄루 왕국의 독립을 침탈하였다.

## 배경

### 영국의아프리카 남북 종단 정책
|  |
|  |

대영제국은 아프리카를 남북 종단 정책에 따라 이집트의 카이로(Cairo)를 시작으로 수단(Sudan)을 거쳐 남아프리카에 있는 케이프타운(Capetown)까지 연결하고자 하였고, 1867년에 북아메리카의 영국 식민지를 합쳐 캐나다 자치령을 모델로 삼아, 남아프리카 지방에서도 모든 식민지 및 국가들을 거대한 연방으로 묶는 남아프리카 연방 계획을 세웠다.
|  |  |
|  |  |

남아프리카를 연방으로 묶는 계획은 실행하는 데 있어서 문제가 있었다. 일단 영국령인 케이프(Cape), 나탈(Natal) 식민지는 연방 계획을 환영하지 않았고 또한 그 지역에 정착하여 살고 있었던 네덜란드계 백인인 보어인(Boer)들도 이를 반기지 않았다. 그리고 수 많은 군장들이 다스렸던 세력들이 하나의 통일된 왕국으로 설립된 지역 원주민의 국가, 줄루 왕국(Zululand)이 계획된 연방 지역에 있었다. 줄루 왕국은 활발한 정복 활동으로 남아프리카 원주민 세력 중 최강의 세력으로 성장한 국가였으며 강력한 군사 국가였다. 따라서 영국이 남아프리카 연방 계획을 성공시키기 위해서는 줄루족과 보어인들을 설득시키거나 무력으로 강압적인 계획 실현을 이뤄내야 했다.

### 영국의 줄루 전쟁 목적

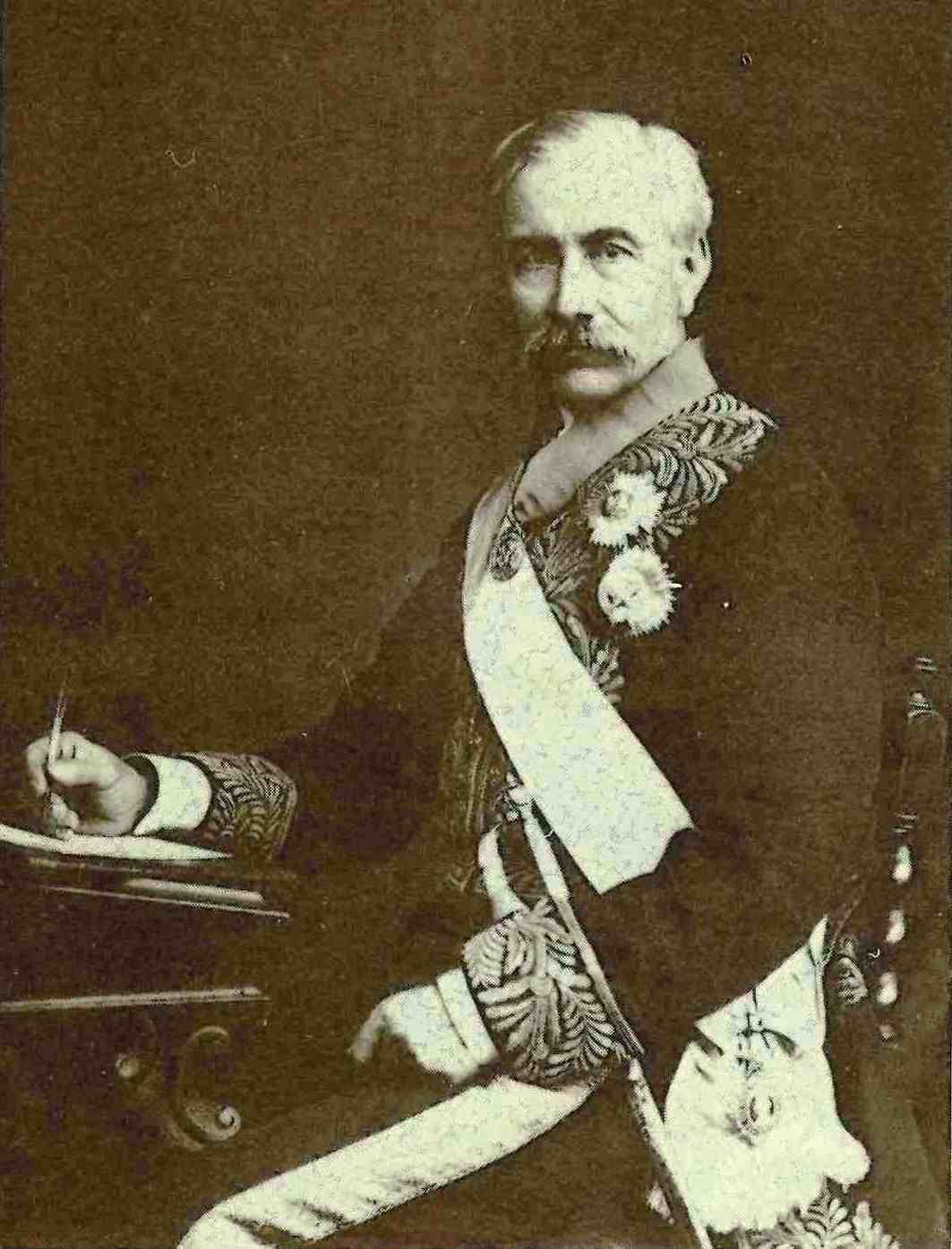
헨리 바틀 프레레 경(Sir Henry Bartle Prere)

줄루 왕국(Zulu Land)의 위치

1877년 식민지국 장관 카나르본 경(Lord Carnarvon)은 남아프리카에서 영국 식민지 연방과 보어 공화국(Boer Republics)연방을 만듦으로서 즉, 남아프리카 지역의 식민지를 거대한 하나의 연방으로 묶음으로써 식민지 통치를 수월하게 하고 영국 제국의 영향력을 확장하고 싶어했다.
카나르본 경의 요구를 이뤄내기 위해서 남부 아프리카 고등 판무관(High Commisioner)로 임명된 헨리 바틀 프레어 경(Sir Henry Bartle Frere)은 나탈(Natal)과 트란스발(Transvaal)에 접해있는 줄루 왕국을 자국의 통제 아래에 놓기 위해서 줄루 왕국에 영국과의 연방체제를 제안하였지만 케취와요 캄판데 줄루 왕국 왕(King Cetschwayo kaMpande)은 자신과 줄루 왕국의 세력을 잃게 될 것을 우려하여 이를 거절하였다. 따라서 영국은 무력으로 줄루 왕국을 자신의 지배 하에 놓고자 전쟁을 일으켰다.
|  |  |
|  |  |

## 경과

### 전쟁 전(1877년~1878년)[11]
1877년 식민지국 장관 카나르본 경(Lord Carnarvon)은 대영 제국의 영향력을 남아프리카 부근에도 확장시키고자 하였고, 헨리 바틀 프레어 경(Sir Henry Bartle Frere)을 영국 고등 판무관(High Commissioner)으로 임명하여 대영제국 확장 계획을 실행하고자 하였다.
먼저 프레어 경은 남아프리카 지역에 위치한 줄루국(Zululand)의 왕인 케취와요 캄판데 왕(King Cetschwayo kaMpande)에게 줄루 왕국을 대영제국 연방으로 만들 것을 제안했으나 케취와요 왕은 그 의미는 그의 권력과 군사력을 잃는 것임을 알았기에 반대하였다.

### 전쟁 발발(1879년 1월 11일)[12]
|  |  |
|  |  |

영국 육군 프레드릭 테시어(Frederic Thesiger) 중장이자 첼름스퍼드 남작(Sir Chelmsford)이 이끄는 군대가 줄루 왕국에 침입하였다.
프레드릭 테시어(Frederic Thesiger) 중장은 부대를 세 부대로 나누어 침입을 강행하였다. 프레드릭 테시어의 계획은 줄루 왕국을 둘러싸서 울룬디(Ulundi)에 있는 줄루 왕국의 수도를 점령하기 전에 줄루족 사람들이 전투에 참가하도록 만드는 것이었다.
|  |  |  |
|  |  |  |

우측의 부대는 투겔라(Tugela) 강의 어귀 근처에 있는 줄루국을 건너가 에쇼웨(Eshowe)에 있는 버려진 선교지를 주둔지로 확보하였다. 좌측의 부대는 트란스발(Transvaal)에서 줄루국으로 들어가 위트레흐트(Utrecht)로 향했다. 그리고 프레드릭 테시어가 직접 이끄는 중앙 부대는 줄루군을 찾기 위해 로크스 드리프트(Rorke's Drift) 선교지에서 버팔로(Buffalo) 강을 건넜다.
줄루군은 영국의 공격에 두려워하였지만 전쟁 준비를 위하여 줄루 왕국의 케취와요 왕(King Cetschwayo)은 전쟁 전에 총을 사기 시작했다. 줄루 왕국은 그렇게 총을 모은 결과 구형의 머스킷(Musket)총과 몇몇의 당시 현대 소총을 수중에 갖게 되었다. 그러나 그들의 전사들은 총을 잘 다루는 법을 알지 못했다.
대부분의 줄루군은 방패와 창으로 무장한 채 전투에 임했다. 줄루군들은 영국군에 비해 현저히 급이 떨어지는 무장 상태임에도 불구하고 날아오는 총알 속에서도 용감했고, 조직력이 강하였으며, 실전에서 사용하고 훈련해왔던 전투 기술을 활용에 능하여 특히 백병전에 있어서 능숙했다. 전쟁 중에 벌어진 대부분의 전투는 영국군의 화력이 용감하고 전의가 타오르는 줄루인들을 저지할 수 있는지 그 여부에 달려 있었다.
| 영국군 | 줄루군 |
|        |        |
| ------ | ------ |

### 이산들와나(Isandlwana) 전투(1879년 1월 22일)[14]

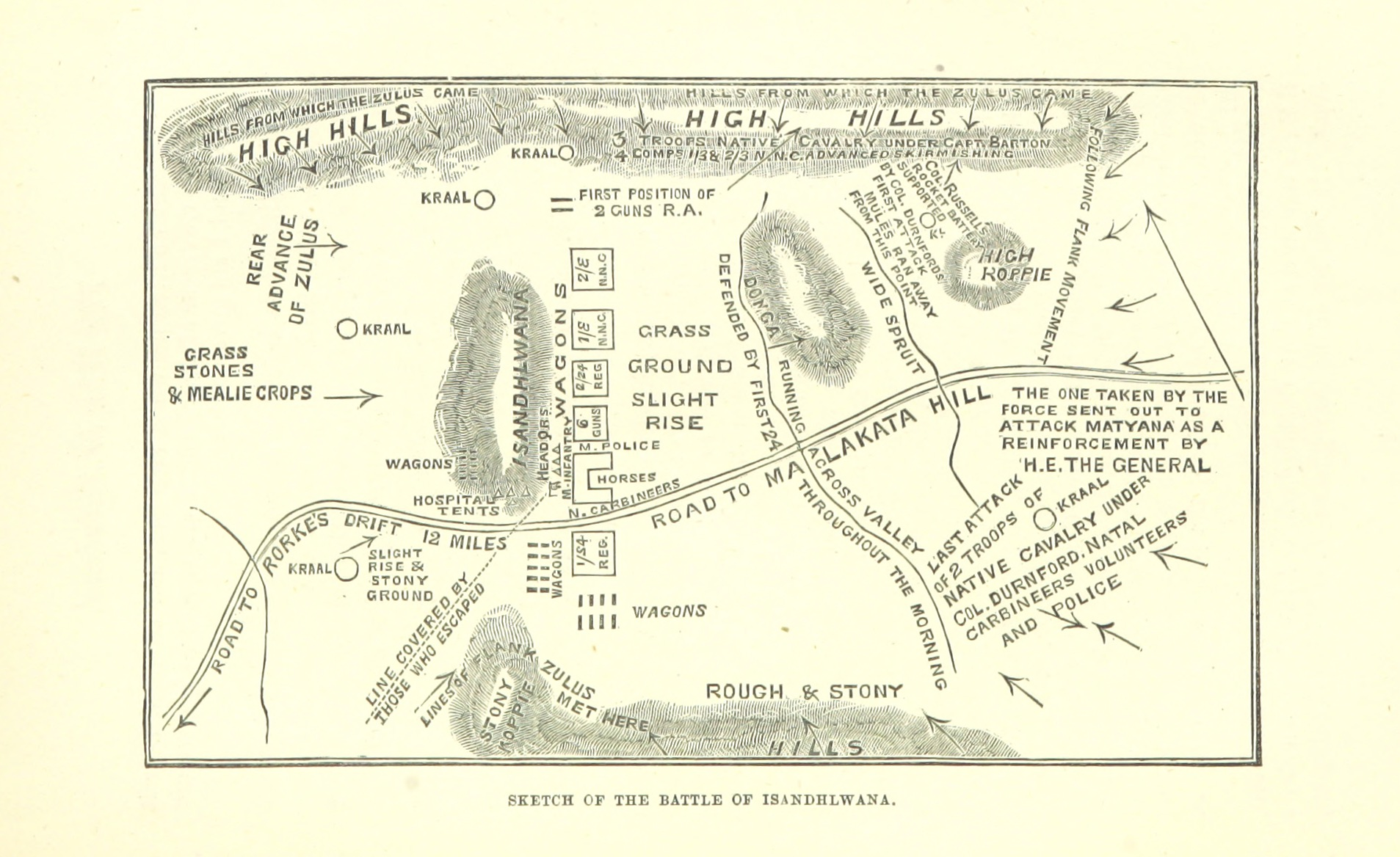
이산들와나(Isandlwana) 전투 작전도

1879년 1월 22일, 프레드릭 테시어는 이산들와나(Isandlwana) 근처에 그의 부대를 위한 임시 주둔지를 설치하였고 줄루군이 근방에 있다는 정보를 보고 받은 프레드릭 테시어는 줄루군을 찾는데 주력을 다하였다.
하지만 주둔지의 경계를 소홀히 한 영국군은 케취와요 왕의 주요군에 해당하는 약 20,000명의 줄루군이 프레드릭 테시어의 허술한 주둔지에 습격하게 만들었다. 영국군은 탄약이 멀리 떨어진 곳에서 전투에 임하게 되어 탄약 수급에 열악하였고, 줄루군의 엄청난 수적 우세에 압도당했다. 영국군 1,800명 중 약 1,300명이 전사하였고 보급품들과 탄약들은 줄루군에게 빼앗겼다.
줄루군들은 전쟁에서 가장 큰 승리를 이뤄냈고, 프레드릭 테시어는 후퇴할 수 밖에 없었다. 빅토리아 여왕의 궁정에서는 창을 쓰는 야만인들이라고 생각했던 줄루족이 영국군을 이겼다는 사실에 충격을 받았다.

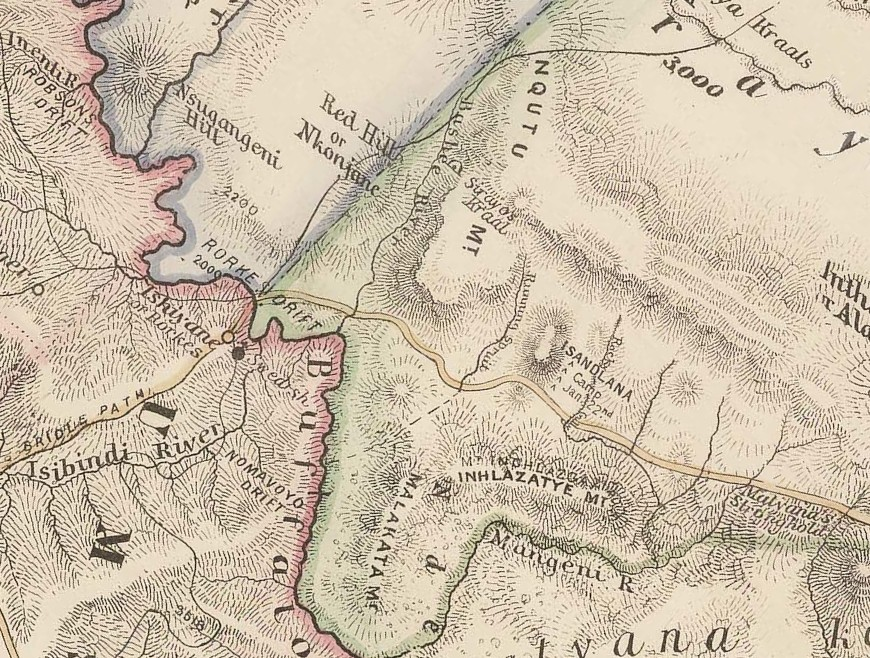
로크스 드리프트(Rorke's Drift) 지역 군사 지도

### 로크스 드리프트(Rorke's Drift) 전투 (1879년 1월 22-23일)[15]
줄루군은 이산들와나(Isandlwana)에서의 승리 이후 약 4,000명의 군사력으로 소규모의 영국 수비대(부상병 약 30명이 포함된 130명 규모의 1개 중대)가 지키고 있던 로크스 드리프트(Rorke's Drift)에 공격을 강행하였다. 영국군은 약 12시간 동안 버텨냈고, 줄루군에 수백명에 이르는 피해를 가하면서 이산들와나(Isandlwana) 전투에서 떨어진 사기를 올리는데 일조하였다.

### 나이제인(Nyezane) and 에쇼웨(Eshowe) 전투(1879년 1월 22일-23일)[16]
찰스 피어슨(Chales Pearson) 대령의 우측 부대가 6,000명의 줄루군을 나이제인(Nyezane)에서 물리친 후 에쇼웨(Eshowe) 주둔지를 점령하였다. 그러나 그 후 2달 정도 줄루군에게 포위되었다.

### 흘로반(Hlobane) 전투(1879년 3월 28일)[17]
1879년 2월 11일 영국군은 줄루 왕국에 대한 공격을 다시 준비하였다. 그리고 이산들와나(Isandlwana) 전투의 패배는 영국 런던 수뇌부에 전달되어 남아프리카에 추가 병력이 파견되었다.
프레드릭 테시어는 에쇼웨(Eshowe) 지역으로 진격하여 고착된 영국군(찰스 피어슨 대령의 우측 부대)을 지원하기 위해서 에쇼웨(Eshowe)에 위치한 영국군 에블린 우드(Evelyn Wood) 대령의 좌측 부대에 흘로반(Hlobane) 부근에서 줄루군의 주의를 분산시키는 공격을 하도록 명령하였다. 에블린 우드(Wood) 대령은 명령에 따라 줄루군을 영국군이 진지를 구축한 캄불라(Khambula) 쪽으로 유인했다.

### 캄불라(Khambula) 전투(1879년 3월 29일)[18]
에블린 우드(Evelyn Wood) 대령의 좌측 부대는 이산들와나(Isandlwana)에서의 패배 소식을 들은 후 1879년 1월 31일 캄불라(Khambula) 부근에 진지를 구축하였다. 에블린 우드(Evelyn Wood)의 부대만이 줄루 왕국에 있는 영국군 중 가장 전투력을 보존하고 있는 군대였다.
1879년 3월 29일 고착된 상태로 줄루군에 공격하던 에블린 우드(Wood)의 부대는 20,000명의 줄루군을 캄불라(Khambula)에서 격퇴하였다. 그들의 집중 화력 공격은 약 3,000명의 줄루군의 사상자를 만들었다. 줄루군이 후퇴하게 되자, 영국의 기병대는 줄루군을 뒤쫓아 줄루군을 완전히 전멸시켰다. 캄불라(Khambula) 전투는 줄루군의 사기에 엄청난 타격을 입혔다.

### 깅깅들로뷰(Gingindlovu) 전투(1879년 4월 2일)[19]
찰스 피어슨(Chales Pearson) 대령이 지휘하는 우측 부대의 고립을 풀어주고자 영국군은 진격하였고, 프레드릭 테시어는 깅깅들로뷰(Gigindlovu)에서 줄루군을 물리쳤다.
찰스 피어슨(Chales Pearson) 대령의 우측 부대를 구조하기 위한 프레드릭 테시어가 에쇼웨(Eshowe)에 도착하자마자 영국군은 에쇼웨에서의 탈출을 바로 실행하였다. 4월 말까지 대부분의 영국군은 나탈(Natal)로 돌아왔고 나탈에서 줄루 왕국에 대한 두번째 침공을 준비하였다.

### 울룬디(Ulundi) 승리(1879년 7월 4일)[20]
|  |  |  |
|  |  |  |

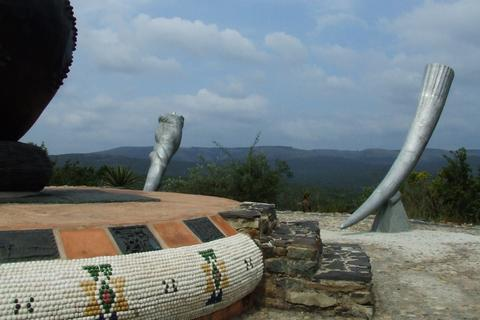
줄루족을 기리는 Emakhosini 기념비

7월 4일, 프레드릭 테시어(Frederic Thesiger)는 울룬디(Ulundi)에 있는 줄루 왕국의 수도에 큰 사각형 형태의 5,000명의 강력한 군대를 이끌고 왔고, 이에 대응하여 약 20,000명의 줄루군은 원 방식대로 영국군을 공격하였다. 하지만 줄루군은 영국군의 개틀링(Gatling) 기관총과 대포(Artillery)에 속절 없이 무너졌다. 영국군의 화력 공세에도 불구하고 살아남은 몇몇의 줄루군은 결국 영국군의 기병대에 의해 목숨을 잃었으며 결론적으로 영국군의 승리로 전쟁은 끝마치게 되었다.
약 6,000명의 줄루군이 전사하였고, 영국은 그럼에도 끝까지 싸우는 줄루군의 용기에 감동 받아 울룬디(Ulundi)에 줄루족을 기리는 기념비를 세웠다.

### 전쟁 종료 후[21]
울룬디(Ulundi) 전투의 패배 이후, 줄루국의 왕 캐취와요 캄판데(King Cetshwayo kaMpande)은 영국군에 의해 쫓김을 당하다 결국 잡혔다. 줄루 왕국은 영국의 지배 하로 들어가게 되었고, 13개의 자치 지역으로 분리되었다. 케취와요 왕의 재산은 영국에 몰수되었고, 그는 처음에는 케이프타운(Capetown)에 그리고 이후 영국 런던(London)으로 망명하였다.
왕의 부재는 곧 내전으로 이어졌다. 1883년 영국은 케취와요의 왕의 지위를 복권시킴으로써 질서를 회복하고자 노력했지만 케취와요 왕의 힘은 이전에 비해 크게 영향을 미치지 못했고 그는 복권된 그 다음 해에 세상을 떠났다.
1887년 줄루 왕국은 영국의 영토로 선언되었고, 10년 후 나탈(Natal, 영국의 남아프리카의 식민지국 중 하나, 남아프리카 연방이 신설되면서 나탈 주로 전환)에 합병되었다.

## 평가

### 영국의 관점

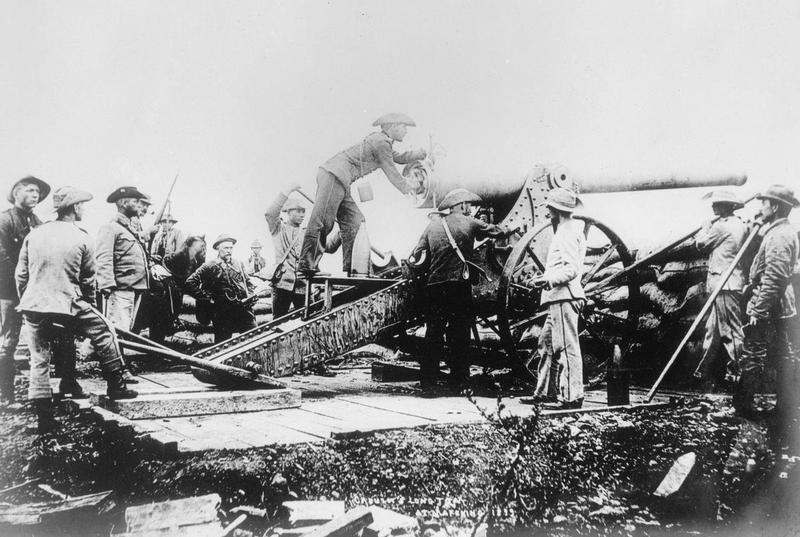
보어(Boer) 전쟁

영국군은 줄루 왕국에 결국 승리하면서 줄루 왕국이 위치했던 지역을 지배할 수 있게 되었다. 하지만 이를 옆에서 지켜보고 있던 보어인들과의 전쟁이 곧 이어지고(제1차 보어전쟁) 이산들와나(Isanlwana) 전투와 같이 또다시 패배하게 되는 결과를 얻게 되면서 제국주의 식민지 정책의 한계, 제국주의 열망의 욕심이 얼마나 큰 비용을 치르는 지 보여주었다.
영국은 줄루족이 지키던 지역을 손아귀에 넣음으로써 아프리카 남북 종단 정책 및 남아프리카 연방을 실현하는데 이바지 하였으며, 정책 실현을 위한 다른 계획을 실현하기 위해 또 다른 충돌을 야기해야만 했다. 그것이 바로 보어 전쟁(남아프리카 전쟁)이다.

### 줄루족의 관점
줄루군은 첫 전투였던 이산들와나 전투에서 승리하면서 사기 진작이 되었으나 영국군의 화력으로 인해 엄청난 전투력 손실을 감당해야 했다. 즉, 줄루족은 승리를 하기 위해 영국군 보다 더 높은 비용을 치뤄야 한다는 불리한 측면에 있었다.
줄루족은 청소년(약 14세~19세)가 되면 군사 집단에서 생활하게 됨에 따라 군사훈련을 받게 되는데, 여기서 야생동물과 싸우거나 다른 부족과 싸우기 위한 훈련이 이루어졌다. 이 군사 집단에서 생활하는 줄루족 청년들은 전사로서 군장의 근위대, 경찰, 군대 노릇을 겸하였다. 따라서 줄루족 청년들은 외부의 위협 혹은 야생동물과의 싸움과의 훈련을 통해 상당히 거칠게 단련되어 있었다.
이러한 줄루족의 거친 면모는 줄루전쟁에서도 보여졌다. 겁 없이 용감하게 영국군의 화력 공격에도 돌진하는 줄루족 전사들의 모습은 영국군에게도 깊은 인상을 심어주어 훗날 기념비를 세워줄 정도였다. 하지만 그들의 용감함도 원시적인 무기들로는 영국군에 저항하기가 쉽지 않았다. 결국 전쟁에 패배함과 동시에 줄루족은 전쟁 기간동안 수많은 인적 피해를 봐야했고 전쟁이 진행된 약 6개월 간 1만명 이상의 줄루족 전사들이 사망했고 불구가 되었다.
줄루전쟁의 폐해는 인적 피해로만 끝난게 아니었다. 줄루족의 케취와요(Cetshwayo) 왕이 영국에 의해 왕의 지위를 박탈당하고 줄루 왕국은 멸망했다. 줄루 왕국은 영국 지배 하에서 13개의 자치 지역으로 분할되자 본래 존재했던 줄루족들의 생활방식을 망가졌고, 이는 곧 내전의 빌미를 제공했다. 결국 전쟁의 폐해는 또 다른 충돌을 불러일으켰다.

## 같이 보기
- 줄루족
- 남아프리카 연방
- 보어인
- 보어전쟁
- 대영제국
- 종단 정책

## 참고 문헌
1. Donald R. Morris (1965). 《Washing of the Spears》.
2. Ian Knight (2003). 《Zulu War》.
3. 김성남 《전쟁 세계사》.
4. 조셉 커민스 (2013). 《전쟁 연대기 4 : 영국-줄루 전쟁부터 에스파냐 내전까지》.
5. 마이클 케인 외 (1964). 영화《줄루》.